# 韓先楚
韓 先楚（かん せんそ、ハン シエンチュー、Han Xianchu、1913年2月 - 1986年10月3日）は、中華人民共和国の軍人、政治家。湖北省黄安県（現在の湖北省紅安県）出身で、階級は中国人民解放軍上将（1955年授与）。
貧しい農民家庭に生まれ、1927年に黄麻起義が起きると農民協会に参加した。1929年中国共産主義青年団、1930年には孝感地方遊撃隊に加わり、同年中国共産党に入党。長征にも加わり、1937年から抗日軍政大学で学んだ。日中戦争開戦後は、八路軍115師344旅688団副団長（副連隊長）、689団団長、344旅副旅長（副旅団長）、代旅長（旅団長代理）を務め、1940年4月には新編第3旅旅長と冀魯豫軍区第3分区司令員に任じられた。1941年3月延安に戻り、軍政学院、軍事学院、中共中央党校で学んだ後、1943年8月には抗日軍政大学総校の第1大隊長となった。
日本降伏後東北地方に赴き、1946年2月東北民主連軍第4縦隊副司令員（副軍団長）、1947年9月連軍第3縦隊司令員に任じられる。東北の解放後は平津戦役に参戦し、連軍第3縦隊は第4野戦軍第40軍に改編され軍長（軍団長）となる。1949年には第12兵団副司令員（軍副司令官）を兼ね、部隊を率いて南下し武漢や広西の解放に功績があった。1950年、海南島解放作戦に参加し、木造船による困難な渡海を成功させた。同年第13兵団副司令員となる。
同年10月朝鮮戦争に参戦し、中国人民志願軍副司令員に任じられ、彭徳懐とともに前線指揮にあたった。1952年7月には第19兵団司令員となったが、1953年病気治療のため帰国し、中南軍区参謀長に任じられた。その後、人民解放軍副総参謀長、福州軍区司令員などを務め、金門砲戦を指揮。中共福建省委第一書記、蘭州軍区司令員、中共中央軍事委員会委員などを歴任した。
中共第8期中央委員会委員候補、9期から12期まで中央委員、第6期全国人民代表大会副委員長。1955年、一級八一勲章、一級独立自由勲章、一級解放勲章を授与される。1986年10月3日、北京にて死去。

## 参照
- 韩先楚 - 中央政府门户网站
- 韩先楚与解放海南岛之战 - 中央政府门户网站
- 韩先楚--中国共产党新闻--人民网
- 韓先楚 中共政治菁英資料庫